# КР580ВВ55

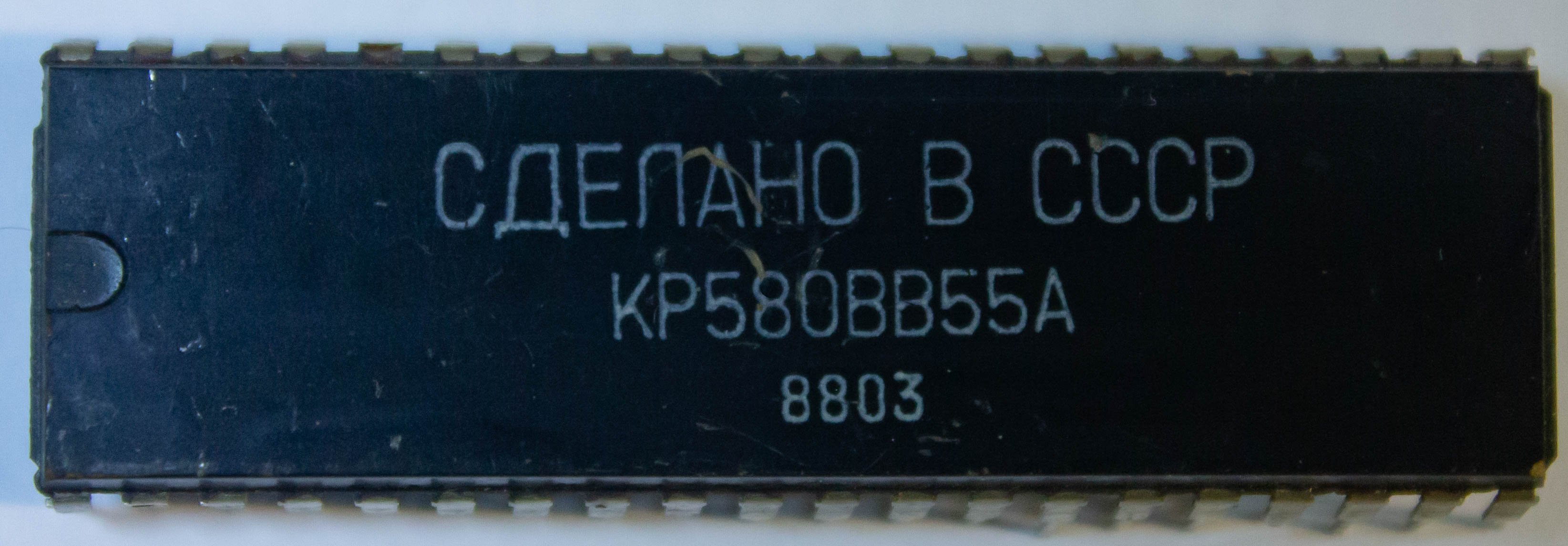
Микросхема КР580ВВ55А

КР580ВВ55 (функциональный аналог Intel 8255) — электронный компонент, микросхема программируемого контроллера параллельного ввода-вывода. Микросхема позволяет адресовать шину данных по трём отдельным каналам, ещё один канал используется в качестве управляющего регистра микросхемы.

## Применение
Микросхема позволяет адресовать сигнал с шины данных на три внешних объекта с помощью трёх 8-разрядных каналов данных (PortA, PortB, PortC), которые могут работать как на вход, так и на выход. Режим работы каждого канала задаётся управляющим словом, которое подаётся в регистр устройства командой OUT. PortA и PortB в одно время могут работать либо на ввод, либо на вывод. PortC представлен как два 4-разрядных порта, и каждая его тетрада может независимо быть включена на ввод или на вывод.
Помимо трёх 8-разрядных каналов данных, микросхема имеет 8-разрядный канал для подключения к шине данных, а также два адресных входа, позволяющих реализовать один из 4 адресов: выбор одного из трёх каналов данных или регистра устройства.